# Breitenfeld (Leipzig)
Breitenfeld ist ein heute zur Stadt Leipzig gehöriges Dorf. Die Ortschaft liegt im Norden der Messestadt nahe der alten Straße nach Landsberg. Südlich grenzt der Stadtteil Gohlis an, im Westen liegt Lindenthal, im Osten Wiederitzsch.

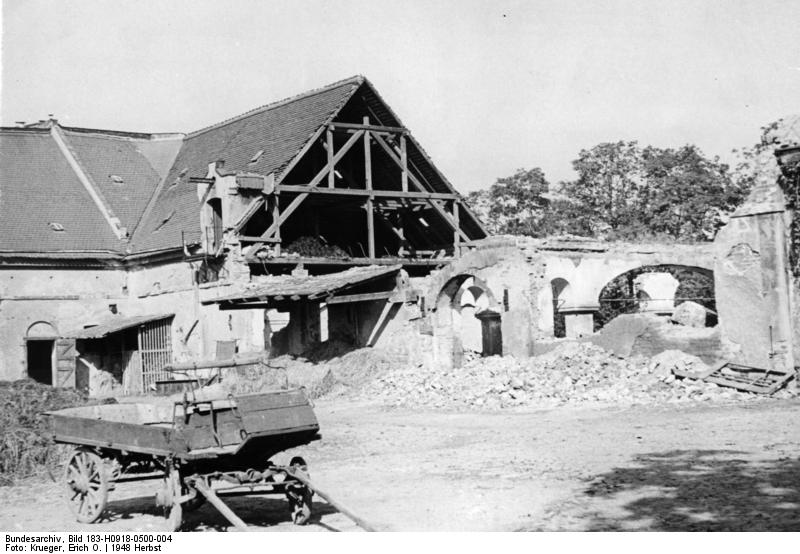
Abbruch des Gutshofes (Herbst 1948)

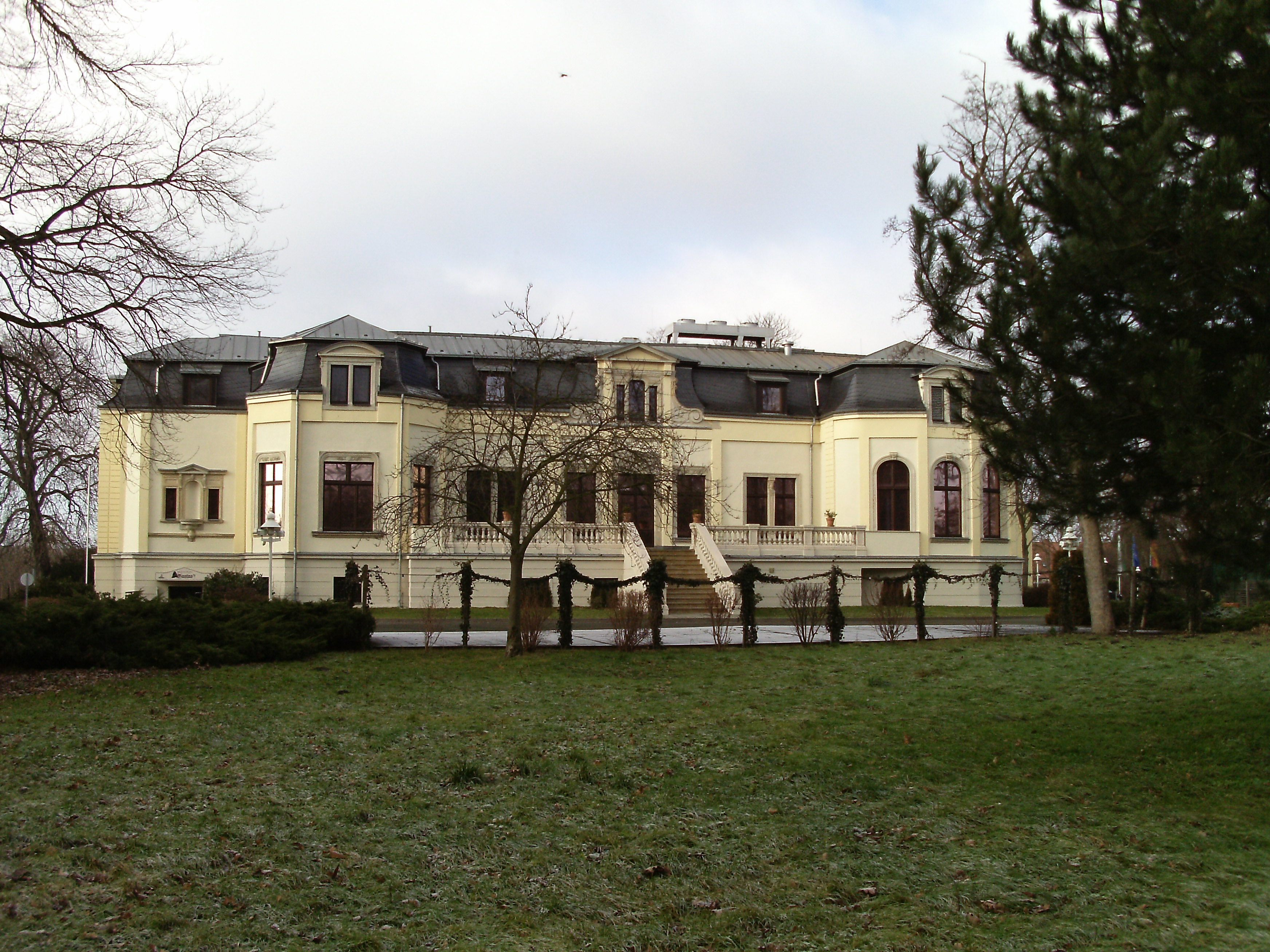
Neues Herrenhaus

In Breitenfeld hat seit 2002 das Leipziger Tierheim seinen Hauptsitz. Auf dem Gelände des ehemaligen Rittergutes ist heute das Hotel Breitenfelder Hof zu finden. Der Gutspark ist in seinen Grundstrukturen noch zu erkennen.

## Geschichte
Breitenfeld wurde im Jahr 1271 zum ersten Mal in einer Urkunde erwähnt, als Markgraf Dietrich von Landsberg das Gut Breitenfeld dem Stift Merseburg übereignete. Zum Gut gehören außer Breitenfeld auch Wiederitzsch und Lindenthal. Breitenfeld gehörte wie Wiederitzsch und Lindenthal bis 1815 zum hochstiftlich-merseburgischen Amt Schkeuditz, das seit 1561 unter kursächsischer Hoheit stand und zwischen 1656/57 und 1738 zum Sekundogenitur-Fürstentum Sachsen-Merseburg gehörte. Nach der Reformation war Breitenfeld seit Mitte des 16. Jahrhunderts für über 300 Jahre im Besitz verschiedener sächsischer Adelsfamilien. Seine Besitzer wurden zu den Schriftsassen unter den sächsischen Ständen gezählt.
Am 7. September 1631 wurde bei Breitenfeld eine bedeutende Schlacht des Dreißigjährigen Krieges geschlagen. König Gustav Adolf von Schweden besiegte hier ein kaiserliches Heer unter der Leitung von Johann T’Serclaes von Tilly. Diese Niederlage führte zum Vorrücken des schwedischen Heeres bis nach Süddeutschland. 1642 wurde bei Breitenfeld erneut eine große Schlacht geschlagen. Wieder siegten die Schweden unter Lennart Torstensson über die Truppen des Kaisers, geführt von Erzherzog Leopold von Österreich.
Während der Leipziger Völkerschlacht 1813 hatte Blücher seinen Befehlsstand in der Lindenthaler Bockwindmühle, von wo aus er den Angriff auf die in Möckern und Gohlis stationierten französischen Truppen leitete.
Durch die Beschlüsse des Wiener Kongresses wurde der Westteil des Amtes Schkeuditz im Jahr 1815 an Preußen abgetreten. Breitenfeld verblieb mit dem Ostteil beim Königreich Sachsen und wurde dem Kreisamt Leipzig angegliedert. Ab 1856 gehörte der Ort zum Gerichtsamt Leipzig II und ab 1875 zur Amtshauptmannschaft Leipzig. 1856 wurde die Patrimonialgerichtsbarkeit der Gutsherren aufgehoben und Breitenfeld bekam einen Gemeinderat. 1923 wurde der Ort Teil der Gemeinde Lindenthal, die 1999 nach Leipzig eingemeindet wurde.
Der 1982 nördlich des Orts aufgeschlossene Tagebau Breitenfeld sollte ein „Tagebau der Superlative“ werden. Geplant war er für eine Laufzeit von 30 Jahren. In dieser Zeit hätte er Kohle, die für die Chemiekombinate Buna und Leuna sowie für Veredlungsanlagen und Kraftwerke im Raum Bitterfeld bestimmt war, bis an den Nordrand von Leipzig abgebaut. Dies hätte eine Verlegung der A14 notwendig gemacht. Die Kohleförderung begann im Tagebau Breitenfeld im Jahr 1986. Die mit der deutschen Wiedervereinigung 1989/90 einhergehende wirtschaftspolitische Veränderung führte für den Tagebau Breitenfeld bereits im Jahr 1991 zum Ende. Mit der Einstellung des Tagebaubetriebes ging der gewaltige Baggerverband, der 1989 in Betrieb genommen worden war und seinerzeit als einer der größten und leistungsstärksten Bagger der Welt galt, bereits nach zwei Jahren außer Betrieb. Infolge der Renaturierung des Tagebaurestlochs entstand der Schladitzer See.

## Gedenkstein

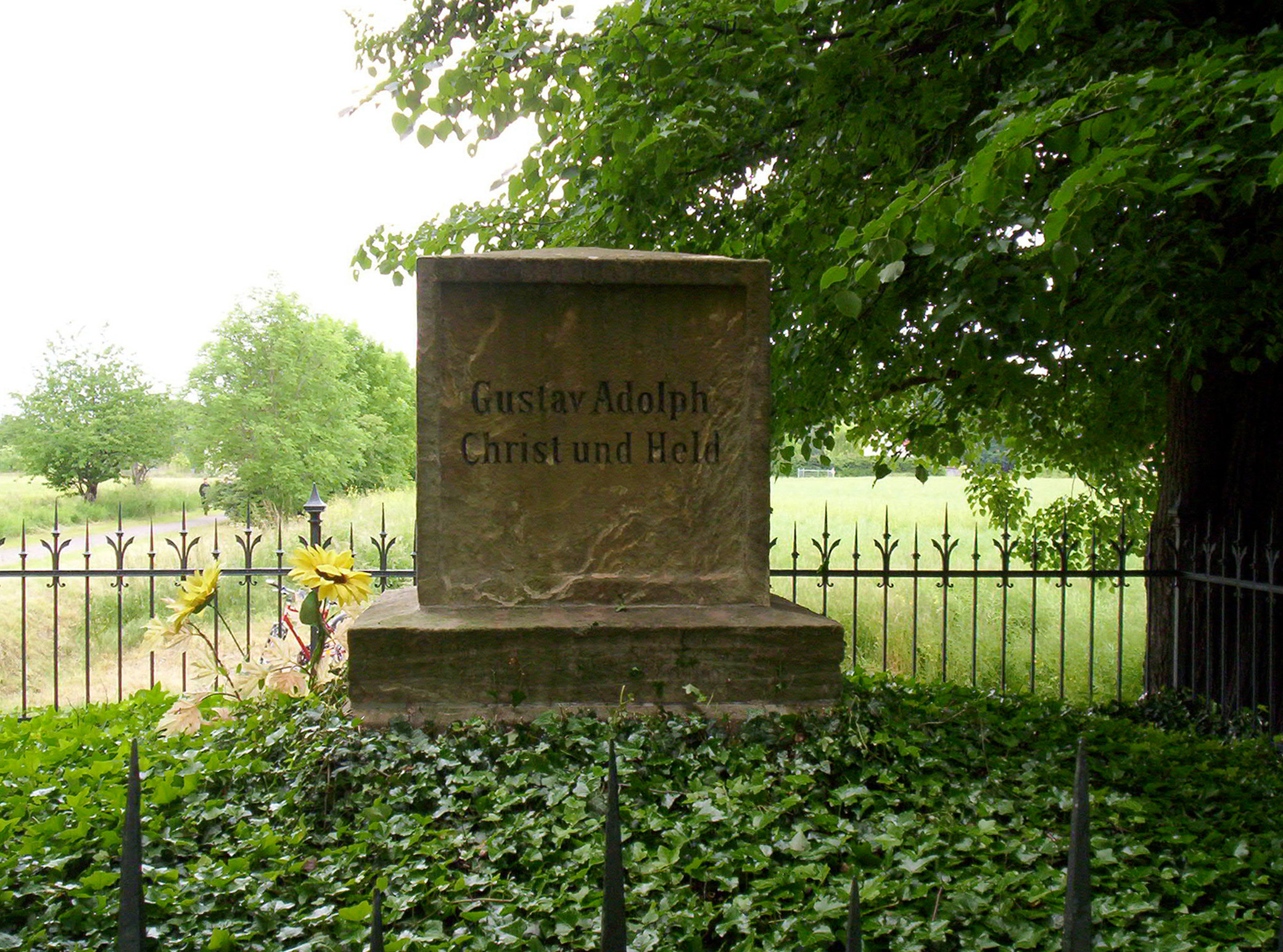
Gustav-Adolf-Denkmal

Östlich der Ortslage erinnert das Gustav-Adolf-Denkmal an die Schlacht bei Breitenfeld am 7. Septemberjul. / 17. September 1631greg.. Es wurde 1831 zum 200. Jahrestag der Schlacht errichtet und trägt an Ost-, Süd-, West- und Nordseite folgende Inschrift:
„Glaubens-Freiheit / für die Welt / Rettete / bei Breitenfeld / Gustav Adolf / Christ und Held
Am / 7. September 1631 / — / 1831“
Das Denkmal wurde vom Breitenfelder Gutsbesitzer Ferdinand Gruner gestiftet und auf dem Grundstück des Rittergutes errichtet. Der Spruch stammt vom Leipziger Stadtgerichtsrat Werner Konrad Ernst Heimbach. 1881 erhielt das Denkmal einen schmiedeeisernen Zaun.
Im Zuge der Bodenreform wurde 1946 die Grundstücksfläche, auf der das Denkmal steht, an einen Fonds in Göteborg übertragen. Es befindet sich im Besitz der schwedischen Lützen-Stiftung in Göteborg (Stiftelsen Lützenfonden).
Weiterhin erinnert die durch Breitenfeld führende Gustav-Adolf-Allee an den schwedischen König, während sich die Gustav-Adolf-Straße zentrumsnah im Leipziger Waldstraßenviertel befindet.

## Persönlichkeiten
- Ernst Friedrich Gelpke (1807–1871), evangelischer Geistlicher und Hochschullehrer an der Universität Bern